# Rotblond
Rotblond ist ein weibliches Gesangsduo, bestehend aus den Sängerinnen Kerstin Merlin und Melanie Wolf.

## Bandgeschichte
Kerstin Merlin und Melanie Wolf kennen sich seit ihrem 10. Lebensjahr. Beide absolvierten eine achtjährige Ausbildung an der Staatlichen Ballettschule in Berlin, die sie jeweils mit dem Abschluss als staatlich anerkannte Bühnentänzerin verließen.
Kerstin Merlin belegte anschließend beim mdr-Casting-Wettbewerb „Stimme 99“ den 3. Platz und startete danach eine Karriere als Sängerin, während Melanie Wolf 1998 als Tänzerin zum Staatstheater Cottbus und 2000 zum Deutschen Fernsehballett ging. Von 2004 bis 2012 war Melanie Wolf erste Solotänzerin des Deutschen Showballetts Berlin. Von 2013 bis 2017 war Melanie Wolf die Primaballerina des Deutschen Fernsehballetts. Melanie Wolf tanzte in über 350 Fernsehproduktionen, darunter in 68 Folgen der Eurovisionsshow Willkommen bei Carmen Nebel, in 18 Folgen der Eurovisionsshow Feste der Volksmusik mit Carmen Nebel, in der Eurovisionsshow Feste der Volksmusik mit Florian Silbereisen, bei Wetten, dass..?, in der ZDF-Jubiläumsshow 50 Jahre ZDF und der José Carreras-Gala in der ARD. Melanie Wolf gastierte unter anderem an der Deutschen Oper Berlin und dem Pariser Moulin Rouge. Am 14. Oktober 2017 ehrte der MDR das Deutsche Fernsehballett anlässlich des 55-jährigen Jubiläums mit Die große Show der langen Beine, Teil 2. In dieser Jubiläumsshow wurde die langjährige erste Solistin des Deutschen Fernsehballetts Melanie Wolf verabschiedet.
Nachdem sich Kerstin Merlin und Melanie Wolf aus den Augen verloren hatten, trafen sie sich 2016 wieder und beschlossen die Gründung eines Gesangduos und nannten es in Anspielung auf ihre Haarfarben (Kerstin=Rot, Melanie=Blond) Rotblond.
Rotblond bezeichnet sich als modernes Popschlager-Duo und verbindet modernen Schlager mit poppigen Choreografien.
2017 nahm Rotblond mit dem Berliner Musikproduzenten Mathias Roska, der auch Andreas Gabalier und Nik P. produziert, den ersten Song Wer liebt, gewinnt auf.
Der erste Fernsehauftritt von Melanie Wolf und Kerstin Merlin als Duo Rotblond mit Wer liebt, gewinnt war am 25. März 2017 in der Eurovisions-Show Schlagercountdown – Das große Premierenfest mit Florian Silbereisen.
Dem Auftritt bei Florian Silbereisen folgten viele weitere TV-Auftritte von Rotblond, unter anderem am 24. Juni 2017 bei Die Schlager des Sommers – Das Open-Air-Festival, live von 5 deutschen TV-Sendern übertragen: mdr/hr/br/ndr/rbb, Schlager einer Stadt aus Stralsund am 30. Juni 2017 im mdr, „ZIBB“ am 30. Juni 2017 im rbb. Am 27. August 2017 war Rotblond in der ARD-Show Immer wieder sonntags und wurde von Moderator Stefan Mross als „Entdeckung des Jahres 2017“ bezeichnet.
Das erste Live-Konzert von Rotblond war am 18. Juni 2017 in Brandenburg an der Havel.
Im August 2017 verlängerte Universal den Vertrag mit Rotblond und veröffentlichte die zweite Single Küssen am 13. Oktober 2017. TV-Premiere von Küssen war am 14. Oktober 2017 in der mdr TV-Show Die große Show der langen Beine.
Mit Küssen belegte Rotblond am 28. Januar 2018 den zweiten Platz bei Deutschlands größtem Schlagerradio Radio B2-Deutschlands Schlager-Radio" hinter Spitzenreiter Semino Rossi mit Muy bien und vor Roland Kaiser mit Wir geh'n durch die Zeit.
2018 war Rotblond am 12. Mai mit Küssen in der mdr TV-Show Stefanie Hertel – Die große Show zum Muttertag 2018 und erneut zu Gast bei Florian Silbereisen in den TV-Shows Die Schlager des Sommers 2018 am 11. August 2018 und bei Die Schlager des Jahres 2018 am 23. November 2018, in dieser Live-Show sangen Bernhard Brink und Rotblond gemeinsam ein Medley seiner größten Hits.
Am 23. Februar 2019 präsentierte Rotblond in der TV-Show von Florian Silbereisen Die Schlager-Hüttenparty des Jahres 2019 gemeinsam mit Maximilian Arland das Duett Das fängt ja gut an.
Nach den beiden Premierentiteln Wer liebt, gewinnt und Küssen veröffentlicht Rotblond am 17. August 2020 die 3. Single Himmelfahrtskommando geschrieben von Erich Öxler (Hitmixmusic) und Stefan Pössnicker (Die Schlagerpiloten). Produzent von Himmelfahrtskommando ist Gerd Jakobs (Produzent von Klubbb3). TV-Premiere von Himmelfahrtskommando war am Samstag, 22. August 2020 bei Die Schlagerparty mit Ross Antony im MDR.
Ihre vierte Single Veröffentlichung Ich will alles, war am 23. Juli 2021. Das Musikvideo zu Ich will alles wurde in Bad Saarow am Scharmützelsee gedreht. TV-Premiere von Ich will alles war am 31. Juli 2021 bei Die Ross Antony Show im MDR.

## Diskografie
Singles
- 2017: Wer liebt, gewinnt (Universal Music)
- 2017: Küssen (Universal Music)
- 2020: Himmelfahrtskommando (Hitmixmusic)
- 2021: Ich will alles (Zett Records)